# 阿默龙恩
阿默龙恩（荷兰语：Amerongen）是荷蘭的一個村莊和旧市镇，位於荷蘭中部烏德勒支省，費嫩達爾西南7公里處。這裡主要的觀光景點有阿默龙恩城堡。
2006年1月1日，阿默龙恩与多伦、德里贝亨-赖森堡（Driebergen-Rijsenburg）、莱尔瑟姆和马伦（Maarn）合并为新市镇“乌得勒支赫弗尔吕赫”（Driebergen-Rijsenburg）。

## 外部連結
- J. Kuyper, Gemeente Atlas van Nederland, 1865-1870, "Amerongen". Map of the municipality in 1868.
- Official Site of the Utrechtse Heuvelrug （页面存档备份，存于）